# Özgür İleri
Özgür İleri (sinh 17 tháng 11 năm 1987 ở İzmir, Thổ Nhĩ Kỳ) là một cầu thủ bóng đá Thổ Nhĩ Kỳ. Anh thi đấu ở vị trí tiền vệ cho Boluspor.

## Sự nghiệp
İleri bắt đầu sự nghiệp tại trường bóng đá Metaspor năm 2001. Anh được chuyển đến Dardanelspor năm 2003.
İleri cũng là cầu thủ trẻ quốc gia.